# Tano Festa
Tano Festa (Roma, 2 novembre 1938 – Roma, 9 gennaio 1988) è stato un artista, pittore e fotografo italiano.

## Biografia

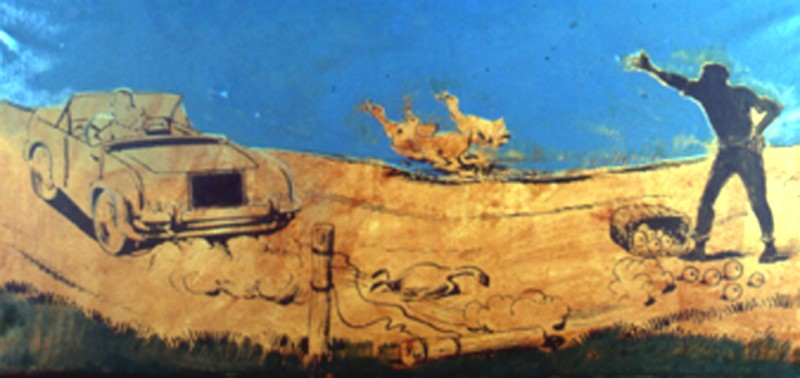
Rebus, 1979, Milano, Collezioni d'arte della Fondazione Cariplo

Fratello di Francesco Lo Savio, ha frequentato l'istituto d'arte di Roma e diplomatosi in fotografia nel 1957 si formò sull'esempio di Cy Twombly e della pittura gestuale e informale.
La sua prima partecipazione pubblica avviene nel 1959 insieme a Franco Angeli e Giuseppe Uncini, ad una mostra collettiva presso la galleria La Salita di Roma, dove, nel 1961, terrà la sua prima esposizione personale.
Protagonista della scuola pop romana, accolse con rigore formale le soluzioni new dada, proponendo isolati oggetti monocromi di uso quotidiano. Famose sono le persiane, gli specchi e le finestre, che diventano supporto della sua attività da pittore (Persiana, 1963, collezione F. Mauri).
Dal 1963 Festa si sofferma anche sui maestri della tradizione italiana e del Rinascimento, in particolare il Michelangelo della Sistina e delle Cappelle medicee, interpretati come immagini pubblicitarie (Da Michelangelo, n. I, 1966, collezione privata), ("Dal Peccato Originale n. 2", 1966, collezione privata).
Viene invitato a partecipare alla Quadriennale di Roma del 1965.
Dopo un difficile periodo di scarsa creatività e di deludente riconoscimento da parte della critica, è invitato alla Biennale di Venezia del 1980. Durante gli ultimi anni della sua fulminante esistenza, nei luoghi della periferia romana, delle baracche e delle ultime osterie fuoriporta, concepisce La luce d'Egitto, opere geometriche-concettuali. Nel 1984 compare nella serie televisiva Artisti allo Specchio della Rai Radio televisione italiana per la regia di Mario Carbone.
Muore il 9 gennaio 1988 all'età di 49 anni dopo una lunga malattia.

## Opere
- Persiana

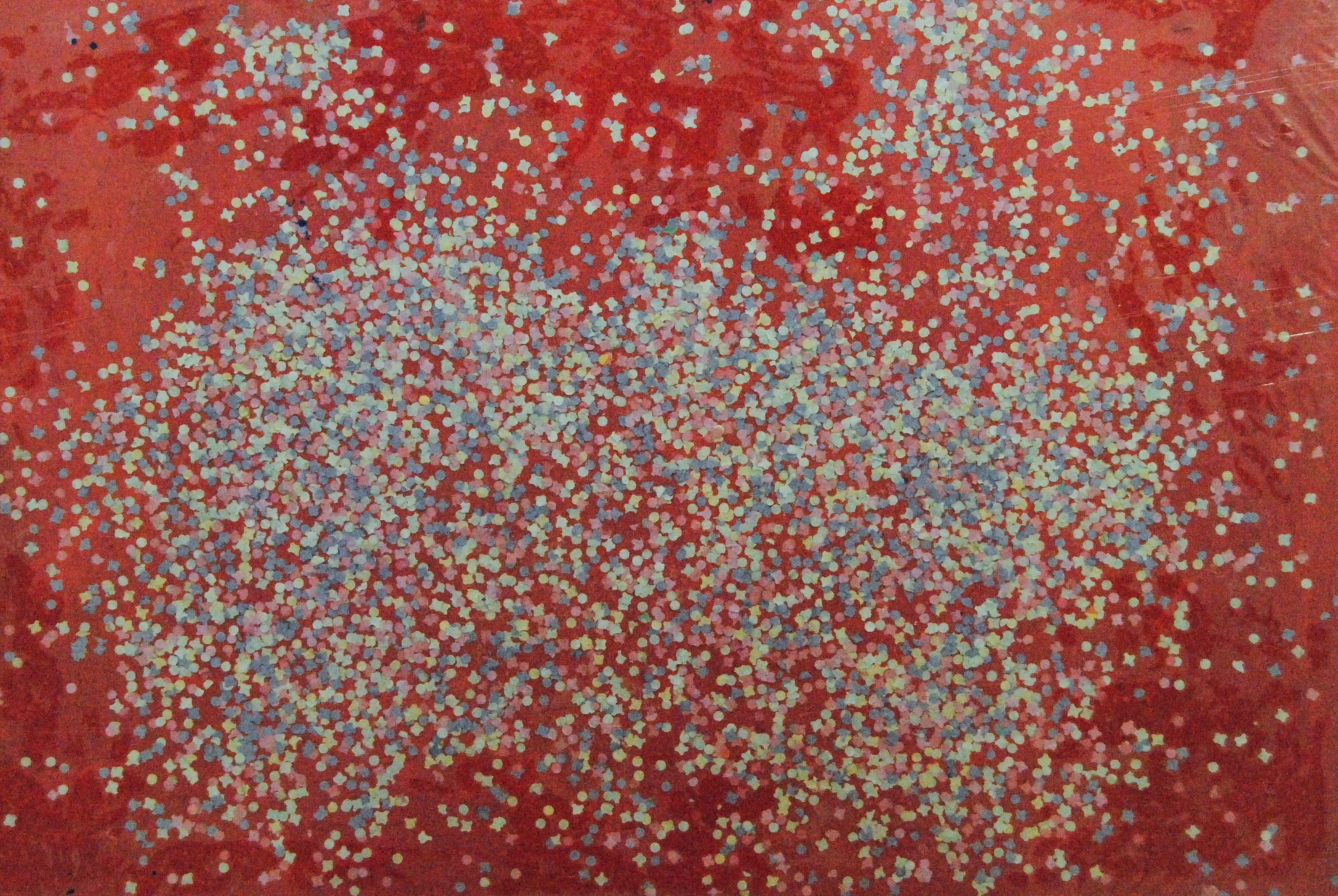
Dai quattro fiumi, 1986. Coriandoli e acrilico su tela

- Il collezionista in visita al museo
- Dal Peccato Originale n. 2
- Studio per pianoforte
- La grande odalisca
- Particolare dei coniugi Arnolfini
- Creazione di Adamo
- Obelisco
- Tricromia del cielo
- Monumento per un poeta morto (Finestra sul mare)
- Dai quattro fiumi, 1986 (Coriandoli e acrilico su tela)
- Piazza delle Muse, 1961
- Sequenza di balletto, 1965

## Opere nei musei
- MAMbo - Museo d'arte moderna di Bologna
- Museo di arte contemporanea (Roma) MACRO di Roma
- Museo Carandente, Palazzo Collicola - Arti visive di Spoleto
- Musei Vaticani, Roma
- Museo d'arte moderna e contemporanea di Trento e Rovereto
- Casa Museo Alberto Moravia Roma
- Collezione Roberto Casamonti, Firenze